# クリスタル・ダイナミックス
クリスタル・ダイナミックス（英: CRYSTAL DYNAMICS,INC.）は、20世紀フォックスの元会長であるストラウス・ゼルニック（後にテイクツー・インタラクティブの会長になる）が設立した、アメリカ合衆国レッドウッドシティにあるゲーム開発会社である。

## 概要
独立的な開発会社として活動していたが、1997年からアイドスと提携し、その後アイドスがスクウェア・エニックスに買収された。『ゲックス』（GEX）シリーズ（主人公のヤモリのゲックスはクリスタル・ダイナミックスのマスコットキャラクターにもなっていた。）、『レガシー・オブ・ケイン』シリーズ、『トゥームレイダー』シリーズ、『パンデモニウム』シリーズなどを開発している。
クリスタル・ダイナミックスのゲームの日本での販売は、主にBMGビクター（又はBMGジャパン、後のテイクツー・インタラクティブ）が行っていた。またバンダイも一時期、主にBMGビクター側の都合でキャンセルされたゲームを販売していたが、日本語化ローカライズの際にタイトルやキャラクター、ストーリーなどを、日本向けの内容に差し替えて発売したものが多い。
スクウェア・エニックス・ホールディングスの松田洋祐代表取締役社長は2022年4月27日に、クリスタル・ダイナミックス全株式並びにクリスタル・ダイナミックスが保有しているIPをスウェーデンに本拠地があるEmbracer Groupへ譲渡する事を最終承認し。スクウェア・エニックス・ホールディングスは同年5月2日にこれらをEmbracer Groupへ3億ドルで譲渡する事を発表した。クリスタル・ダイナミックスは2022年8月26日にEmbracer Groupの完全子会社となった。これにより、『トゥームレイダー』シリーズなどの版権はEmbracer Groupへ移行した他、クリスタル・ダイナミックスはスクウェア・エニックスグループから離脱した。

## 日本で発売された主なゲーム
BMGビクター（BMGジャパン、アイドス）、アイドス販売
- ゲックス（3DO、PlayStation、セガサターン）
- CRUSH’N BURN （3DO）
- オフワールド・インターセプターエクストリーム（3DO、セガサターン、PlayStation）
- ザ・ホード（3DO、セガサターン）
- トータル・エクリプス ターボ（3DO、PlayStation）
- タイタンウォーズ（セガサターン）
- 3Dベースボール 〜ザ･メジャー（PlayStation、セガサターン）
- マジック･ジョンソンとカリーム･アブドゥール･ジャバーのスラムジャム'96（PlayStation、セガサターン）
- スラムジャム96 M.J K.A.J（PlayStation、セガサターン）
- ケイン・ザ・バンパイア（PlayStation）
- ソウルリーバー2（PlayStation 2）
- マッド ダッシュ レーシング（Xbox）
- トゥームレイダー レジェンド（Xbox 360、PlayStation 2、PlayStation Portable、PC）
- トゥームレイダー アニバーサリー（Xbox 360、PlayStation 2、PlayStation Portable、Wii、PC）
- トゥームレイダー アンダーワールド（Xbox 360、PlayStation 3、PlayStation 2、Wii、PC）
- ララ・クロフト アンド ガーディアン オブ ライト（Xbox 360、PlayStation 3、PC）
- トゥームレイダー (2013年のゲーム)（Xbox 360、PlayStation 3、PC）
- ララ・クロフト アンド テンプル オブ オシリス（PlayStation 4、Xbox One、PC）
- ライズ オブ ザ トゥームレイダー（Xbox One、PC、PlayStation 4）
- シャドウ オブ ザ トゥームレイダー(PlayStation 4、Xbox One、PC)

バンダイ販売
※括弧内は日本向けローカライズされる前のタイトル。
- マジカルホッパーズ （Pandemonium、PlayStation、セガサターン）
- ミラクルジャンパーズ （Pandemonium 2、PlayStation）
- スピンテイル （Gex: Enter the Gecko、PlayStation）
- 魔女っ子大作戦 （The Unholy War、PlayStation）